# Shankar-Ehsaan-Loy
Shankar-Ehsaan-Loy (S-E-L) – trio muzyków filmowych z Indii: Shankar Mahadevan, Ehsan Noorani i Loy Mendonsa. Nagrodzeni za muzykę do Bunty i Babli, Gdyby jutra nie było, Rób swoje!, nominowani do nagród za Misja w Kaszmirze i Don. Znani też z muzyki m.in. do takich filmów jak Nigdy nie mów żegnaj (2006), Wszystko dla miłości (2007), Tańcz, dziecinko, tańcz! (2007), Johnny Gaddaar (2007) i Gwiazdy na ziemi (2007). Każdy z nich wnosi w tę muzykę coś własnego – Shankar połączenie wpływów muzyki ze stanu Karnataka i klasycznego śpiewu indyjskiego,Ehsaan – Western Rock, a Loy – muzykę z syntezatora elektronicznego.

## Filmografia
- Maya Bazar (Malajalam) (2008) (zapowiedziany)
- Oru Naal Podhuma (Tamilski)(2008) (zapowiedziany)
- Endrendrum Punnagai (Tamilski)(2008) (zapowiedziany)
- Yavarum Nalam (Tamilski)(2008) (zapowiedziany)
- bez tytułu Anil Kapoor/Akshaye Khanna projekt (2008) (zapowiedziany)
- bez tytułu Tarun Mansukhani projekt (2008) (zapowiedziany)
- Kismat Talkies (2008) (zapowiedziany)
- Gwiazdy na ziemi (2007)
- Johnny Gaddaar (2007)
- Tańcz, dziecinko, tańcz! (2007)
- Heyy Babyy (2007)
- Marigold: An Adventure in India (2007)
- Wszystko dla miłości (2007)
- Don (2006)
- Nigdy nie mów żegnaj (2006)
- Dil Jo Bhi Kahey... (2005)
- Bunty i Babli (2005)
- Vanity Fair. Targowisko próżności (2004)
- Do zobaczenia (2004)
- Lakshya (2004)
- Kyun...! Ho Gaya Na (2004)
- Rudraksh (2004)
- Gdyby jutra nie było (2003)
- Nie mów nikomu (2003)
- Nayee Padosan (2003)
- Armaan (2003)
- Ek Aur Ek Gyarah (2003)
- Yeh Kya Ho Raha Hai? (2002)
- Rób swoje! (2001)
- Aalavandhan (Tamilski)(2001)
- Misja w Kaszmirze (2000)
- Dillagi (1999)
- Shool (1999)
- Dus – A Tribute to Mukul Anand (1998)